# Jasmínovcovité
Jasmínovcovité (Gelsemiaceae) je čeleď vyšších dvouděložných rostlin z řádu hořcotvaré. Jsou to dřeviny s jednoduchými listy a pětičetnými, většinou žlutými nebo bílými květy. Čeleď zahrnuje 11 druhů ve 3 rodech. Vyskytuje se v tropické Asii, Africe, Madagaskaru a Americe. Někteří zástupci, např. jasmínovec vždyzelený, jsou velmi jedovatí. Využití je zejména v lékařství a domorodé medicíně.

## Popis
Jasmínovcovité jsou keře, polokeře, stromy nebo liány s jednoduchými vstřícnými nebo řidčeji střídavými (Pteleocarpa) listy. Stromovitý druh Pteleocarpa lamponga dorůstá výšky až 37 metrů. Listy jsou celokrajné nebo nevýrazně zubaté, se zpeřenou žilnatinou. Palisty jsou přítomny, jsou však velmi redukované.
Květenství jsou úžlabní, z několika málo květů nebo jsou květy jednotlivé. Květy jsou pravidelné, oboupohlavné, pětičetné (u rodu Mostuea výjimečně čtyřčetné), jednotlivé nebo v chudých úžlabních květenstvích či bohatých vrcholových latách. Kališní lístky jsou volné až srostlé. Koruna je srostlá (u rodu Pteleocarpa jen s krátkou korunní trubkou), nálevkovitá, obvykle bílá nebo žlutá, výjimečně oranžová, červená nebo fialová. Tyčinek je 5, jsou přirostlé v korunní trubce. Častá je heterostylie. Semeník je svrchní, srostlý ze 2 plodolistů a se 2 komůrkami, s jednou nebo řidčeji 2 téměř až od báze volnými čnělkami. V každém plodolistu je obvykle 1 až 8 vajíček. Plodem je tobolka, u rodu Pteleocarpa samara. Semena Gelsemium sempervirens jsou křídlatá.

## Rozšíření
Čeleď zahrnuje 11 druhů ve 3 rodech. Je rozšířena v jihovýchodní Asii, v tropické Africe, na Madagaskaru a v Americe.
Sedm druhů rodu Mostuea se vyskytuje v subsaharské Africe, 1 z nich i na Madagaskaru, a jeden druh roste v Jižní Americe v oblasti Guyany. Rod Gelsemium zahrnuje 3 druhy. Dva se vyskytují v Severní a Střední Americe od nejjižnějších oblastí USA po Guatemalu, jeden je rozšířen v jihovýchodní Asii. Rod Pteleocarpa je monotypický a vyskytuje se v tropické Asii.

## Taxonomie
V dřívějších systémech byly rody Gelsemium a Mostuea součástí čeledi logániovité (Loganiaceae). Ve starších verzích systému APG čeleď zahrnovala pouze tyto dva rody. Rod Pteleocarpa sem byl přiřazen v systému APG IV z roku 2016. Předtím byl veden jako rod s nejasným zařazením. Podle molekulárních studií je sesterskou skupinou Gelsemiaceae čeleď toješťovité (Apocynaceae).

## Obsahové látky
Zástupci obou rodů obsahují účinné indolové alkaloidy, např. gelsemin a sempervirin, podobné struktury jako jsou alkaloidy z čeledí toješťovité (Apocynaceae) a mořenovité (Rubiaceae).

## Zástupci
- jasmínovec (Gelsemium)

## Význam
Druhy rodu Gelsemium jsou velmi jedovaté, po požití způsobují ochromení a smrt zástavou dechu podobně jako kurare. Oddenek Gelsemium sempervirens byl v Americe v minulých staletích používán především ke snížení horečky a jako sedativum. Mostuea je v Africe využívána jako stimulans, proti parazitům, na léčení zranění, při bolestech zubů, při nachlazení a zažívacích potížích.
Odvar asijského druhu Gelsemium elegans je využíván zevně v čínské medicíně při ošetřování kožních problémů, revmatismu apod. Již odvar ze 3 listů může při požití způsobit smrt.

## Přehled rodů
Gelsemium, Mostuea, Pteleocarpa